# Tad's Swimming Hole
Tad's Swimming Hole és un curtmetratge de comèdia estatunidenc del 1918 dirigit per King Vidor. Va ser la quarta d'una sèrie de vint pel·lícules finançades pel Jutge Willis Brown com a lliçons morals i pel·lícules promocionals.

## Repartiment
- Ernest Butterworth
- Ruth Hampton
- Guy Hayman
- Ernest Butterworth Jr.
- Thomas Bellamy

## Recepció
Com moltes pel·lícules americanes de l'època, Tad's Swimming Hole va ser sotmesa a retallades per part de les juntes de censura de pel·lícules de la ciutat i l'estat. Per exemple, la Junta de Censors de Chicago va retallar tots els primers plans de nois nus davant la càmera.